# Mehmet Aslantuğ
Mehmet Aslantuğ (25 de setembro de 1961) é um ator, diretor, produtor e roteirista turco de origem Adyghe. Ele recebeu um Golden Boll Award, um Golden Objective Award, três Golden Orange Awards e quatro Golden Butterfly Awards. Em 1996, se casou com a atriz e vencedora do concurso de beleza Arzum Onan, coroada Miss Turquía 1993 e Miss Europa 1993. 

## Biografia
Aslantuğ nasceu em 1961, de pais circassianos na Turquia. Ele apareceu em mais de 30 filmes e programas de televisão desde 1981. Se apresentou no Akrebin Yolculuğu, que foi exibido na seção Un Certain Regard no Festival de Cannes de 1997.
Em abril de 2011, foi anunciado que ele interpretaria o papel de Çerkez Ethem em um filme do produtor e diretor Mohy Quandour.

## Filmografia

### Películas
| Ano  | Filme                 | Personagem     | Notas                                |
| ---- | --------------------- | -------------- | ------------------------------------ |
| 1981 | Aşka Dönüş            |                |                                      |
| 1985 | Akrep Burcu           |                |                                      |
| 1986 | Gün Doğmadan          |                |                                      |
| 1987 | Ateş Böceği           | Yilmaz         |                                      |
| 1992 | Kapıları Açmak        |                |                                      |
| 1993 | Yalancı               |                |                                      |
| 1994 | Yengeç Sepeti         |                |                                      |
| 1994 | Gerilla               | Gerilla Mehmet |                                      |
| 1995 | Bir Kadının Anatomisi |                |                                      |
| 1997 | Akrebin Yolculuğu     | Kerem          |                                      |
| 2006 | Ankara Cinayeti       | Suat Nedim     |                                      |
| 2010 | Aşkın İkinci Yarısı   | Arif           | Ator, diretor, produtor e roteirista |

### Televisión
| Ano       | Título                     | Personagem                              | Notas      |
| --------- | -------------------------- | --------------------------------------- | ---------- |
| 1987      | Yeniden Doğmak             | Hanım Ağa                               | minissérie |
| 1987      | Sevgi Dünyası              |                                         | Vídeo      |
| 1987-1988 | Belene                     | Ahmet                                   | minissérie |
| 1989-1990 | İz Peşinde                 | Tuncer                                  | minissérie |
| 1990      | Başka Olur Ağaların Düğünü | Dr. Murat                               | minissérie |
| 1990      | Vurguna İnmek              |                                         | minissérie |
| 1992      | Kopuk Dünyalar             | Kasap Mehmet                            | minissérie |
| 1994      | Kurtuluş                   | Capitão Fazıl Bey                       | minissérie |
| 1997-1999 | Sıcak Saatler              | Sedat Yalçın                            | séries     |
| 1997      | Yeni Bir Yıldız            |                                         | Filme      |
| 2000      | Merdoğlu                   | Ömer Merdoğlu                           | minissérie |
| 2001      | Hırsız                     | Adil Alemdar                            | minissérie |
| 2003-2005 | Bir İstanbul Masalı        | Selim Arhan                             | séries     |
| 2009      | Hanımın Çiftliği           | Muzaffer Dinçaslan                      | séries     |
| 2011      | Canım Babam                | Kerem                                   | séries     |
| 2012      | Veda                       | Reşat Bey, Ministro de Hacienda otomano | séries     |
| 2013      | Ben Onu Çok Sevdim         | Adnan Menderes, primeiro ministro turco | séries     |
| 2015      | Aşkın Kokusu               | Aziz                                    | séries     |
| 2016      | Kördüğüm                   | Enver                                   | séries     |
| 2019      | Kardeş Çocukları           | Yldirim Saner                           | séries     |

## Prêmios e indicações
| Ano  | Prémio                                          | Categoria   | Trabalho indicado   | Resultado |
| ---- | ----------------------------------------------- | ----------- | ------------------- | --------- |
| 1990 | Prêmio Borboleta Dourada                        |             |                     | Venceu    |
| 1992 | Prêmio Laranja de Ouro                          | Melhor ator | Kapıları Açmak      | Venceu    |
| 1993 | Prêmio Laranja de Ouro                          | Melhor ator | Yalancı             | Venceu    |
| 1994 | Prêmio Borboleta Dourada                        |             |                     | Venceu    |
| 1994 | Prêmio Laranja de Ouro                          | Melhor ator |                     | Venceu    |
| 1994 | Prêmio Golden Boll                              | Melhor ator | Yalancı             | Venceu    |
| 1995 | Atores de cinema contemporâneos                 |             |                     | Venceu    |
| 1997 | Prêmio Borboleta Dourada                        |             |                     | Venceu    |
| 1998 | Prêmio Alvo de Ouro                             |             |                     | Venceu    |
| 2005 | Prêmio de TV White Pearl                        | Melhor ator | Bir İstanbul Masalı | Venceu    |
| 2006 | Prêmio Borboleta Dourada                        |             |                     | Venceu    |
| 2010 | Oscar da Associação de Jornalistas de Televisão | Melhor ator | Hanımın Çiftliği    | Venceu    |

## Ligações externos
- Mehmet Aslantuğ. no IMDb.